# سیارک ۸۷۸۳
سیارک ۸۷۸۳ (به انگلیسی: 8783 Gopasyuk، نامگذاری:1977EK1) هشت هزار و هفتصد و هشتاد و سومین سیارک کشف شده‌است که در ۱۳ مارس ۱۹۷۷ کشف شد.
قدر مطلق سیارک برابر ۱۹.۵ است.